# El gran Lebowski
El gran Lebowski (titulada originalmente en inglés The Big Lebowski) es una película cómica estadounidense de 1998 escrita, producida y dirigida por los hermanos Coen. Está protagonizada por Jeff Bridges, quien interpreta a Jeffrey Lebowski, un jugador de bolos desempleado de Los Ángeles, quien se hace llamar «The Dude» (también conocido como «El Nota» o «El Fino»). Después de un caso de identidad errónea, el Dude se presenta ante la planeada víctima: un multimillonario también llamado Jeffrey Lebowski (David Huddleston). Cuando la joven esposa del millonario es secuestrada, este le pide al Dude que se encargue de su rescate para una segura liberación. El plan sale mal cuando un amigo del Dude, Walter Sobchak (John Goodman), pretende conservar el dinero del rescate. La película cuenta con las actuaciones adicionales de Julianne Moore, Steve Buscemi, John Turturro, Philip Seymour Hoffman, Tara Reid, David Thewlis, Peter Stormare, Jon Polito, Ben Gazzara y está narrada por un vaquero conocido como «The Stranger» (El extraño), interpretado por Sam Elliott.
La estructura de El gran Lebowski ha sido comparada con la novela El sueño eterno de Raymond Chandler. Joel Coen declaró: «Queríamos hacer una historia estilo Chandler: avanzando en episodios e involucrando personajes que tratan de resolver un misterio y al mismo tiempo teniendo un argumento muy complejo que finalmente no tiene importancia». La banda sonora original fue compuesta por Carter Burwell, frecuente colaborador de los hermanos Coen.
En el momento de su estreno la película fue una decepción en la taquilla estadounidense y recibió críticas variadas. Con el paso del tiempo, las críticas tendieron a ser positivas y se ha transformado en una clásica película de culto, célebre por sus idiosincráticos personajes, las secuencias de sueño surrealistas, los diálogos poco convencionales y su ecléctica música. Los fieles fanáticos organizan la Lebowski Fest, un festival anual que comenzó en Louisville, Kentucky, en 2002 y se ha ido expandiendo hacia varias ciudades más. Además fue nombrada como «la primera película de culto de la era de Internet». En 2014, El gran Lebowski fue descrita como «cultural, histórica y estéticamente significativa» y seleccionada para su preservación en el National Film Registry.

## Argumento
En 1991, Los Ángeles, Jeff «The Dude» Lebowski (Jeff Bridges), un soltero de mediana edad con una inclinación por la marihuana y los bolos, es asaltado por dos matones contratados por el pornógrafo Jackie Treehorn (Ben Gazzara), exigiendo dinero adeudado por la esposa de otro Jeffrey Lebowski (el epónimo «Gran Lebowski»). Después de haberle metido la cabeza en el inodoro y de que uno de los matones haya orinado en la alfombra, se dan cuenta de que se han equivocado de persona. 
Siguiendo los consejos de sus compañeros de bolos, Donny Kerabatsos (Steve Buscemi) y el veterano de Vietnam, Walter Sobchak (John Goodman), The Dude busca compensación por parte del otro Lebowski (David Huddleston), un rico filántropo que rechaza su pedido. Dejando la mansión de Lebowski, The Dude toma una valiosa alfombra y se encuentra con Bunny (Tara Reid), la joven esposa trofeo del filántropo. 
Días después, avisan a The Dude que Bunny ha sido secuestrada, y Lebowski quiere que él entregue el dinero del rescate. Esa noche, otro par de matones dejan inconsciente a The Dude y se llevan su nueva alfombra. 
Los matones organizan una reunión y Walter acompaña a The Dude con un plan para darles otro maletín (lleno de su ropa sucia) y así quedarse con el dinero del rescate. Llevándose el maletín, los matones escapan en motocicletas. Después de otro juego de bolos, el automóvil de The Dude es robado, junto con el maletín real adentro. 
La hija de Lebowski, Maude (Julianne Moore), llama a The Dude, le explica que ella fue quien tomó su alfombra nueva y lo invita a un encuentro. Ella le muestra un video pornográfico que revela que Bunny fue una de las actrices de Treehorn. Creyendo que Bunny fingió su propio secuestro, Maude le pide a The Dude que recupere el maletín con el dinero que su padre retiró de la fundación personal de la familia. Lebowski confronta a The Dude, enojado porque no puede concretar la entrega y mostrándole un dedo cercenado, presumiblemente de Bunny. Tres nihilistas alemanes amenazan a The Dude, identificándose como los secuestradores. Maude dice que son amigos de Bunny. 
La policía recupera el auto de The Dude, pero no el maletín con el dinero. Dentro de su auto, The Dude encuentra la tarea de un estudiante llamado Larry Sellars. The Dude y Walter confrontan a Larry en su casa de familia, y Walter usa una palanca para destrozar un auto deportivo estacionado afuera, creyendo que Larry compró con el dinero del rescate. El verdadero dueño del auto sale y destroza el auto de The Dude, creyendo que es el de Walter.
The Dude es llevado por la fuerza con Treehorn, quien está buscando a Bunny y el dinero que le deben. Treehorn droga a The Dude con un «ruso blanco» y este comienza a alucinar con protagonizar una de las películas de Treehorn sobre bolos con Maude. Al despertar bajo custodia policial, The Dude es asaltado por el jefe de policía de Malibú. Después de ser expulsado de un taxi, Bunny pasa inconscientemente al lado de The Dude, revelándose que aún tiene todos los dedos de los pies. The Dude regresa a su casa para encontrar su bungaló saqueado por los matones de Treehorn. Maude lo seduce, queriendo concebir un hijo pero deseando que él no participe en su educación. Ella explica que su padre no tiene dinero propio, ya que su difunta madre dejó todo a la caridad familiar. 
Después de haber tenido una epifanía, The Dude hace que Walter lo lleve a la finca de Lebowski, donde Bunny ha regresado y se revela la verdad de su desaparición: cuando Bunny salió de la ciudad en un viaje no anunciado, sus amigos nihilistas fingieron su secuestro para extorsionar a su esposo; Lebowski, que odiaba a su esposa, retiró el dinero de la fundación pero se lo guardó para sí mismo y, en su lugar, entregó a The Dude un maletín con guías telefónicas. The Dude y Walter se enfrentan a Lebowski, quien se niega a admitir su responsabilidad, por lo que Walter lo levanta y arroja de su silla de ruedas, creyendo que también finge su parálisis. 
The Dude y sus amigos regresan a la bolera, donde son confrontados por los nihilistas. Al enterarse de que nunca ha habido dinero alguno, los nihilistas intentan robarles, pero Walter los rechaza violentamente. Durante la pelea, Donny sufre un ataque cardíaco fatal. Entregando un elogio informal a Donny en la playa, Walter esparce sus cenizas accidentalmente sobre The Dude. Vuelven a los bolos, y The Dude se encuentra al vaquero narrador de la película (Sam Elliott), quien le dice a la audiencia que Maude está embarazada, esperando un «pequeño Lebowski», y que espera que The Dude y Walter puedan ganar su próximo torneo de bolos.

## Reparto y personajes

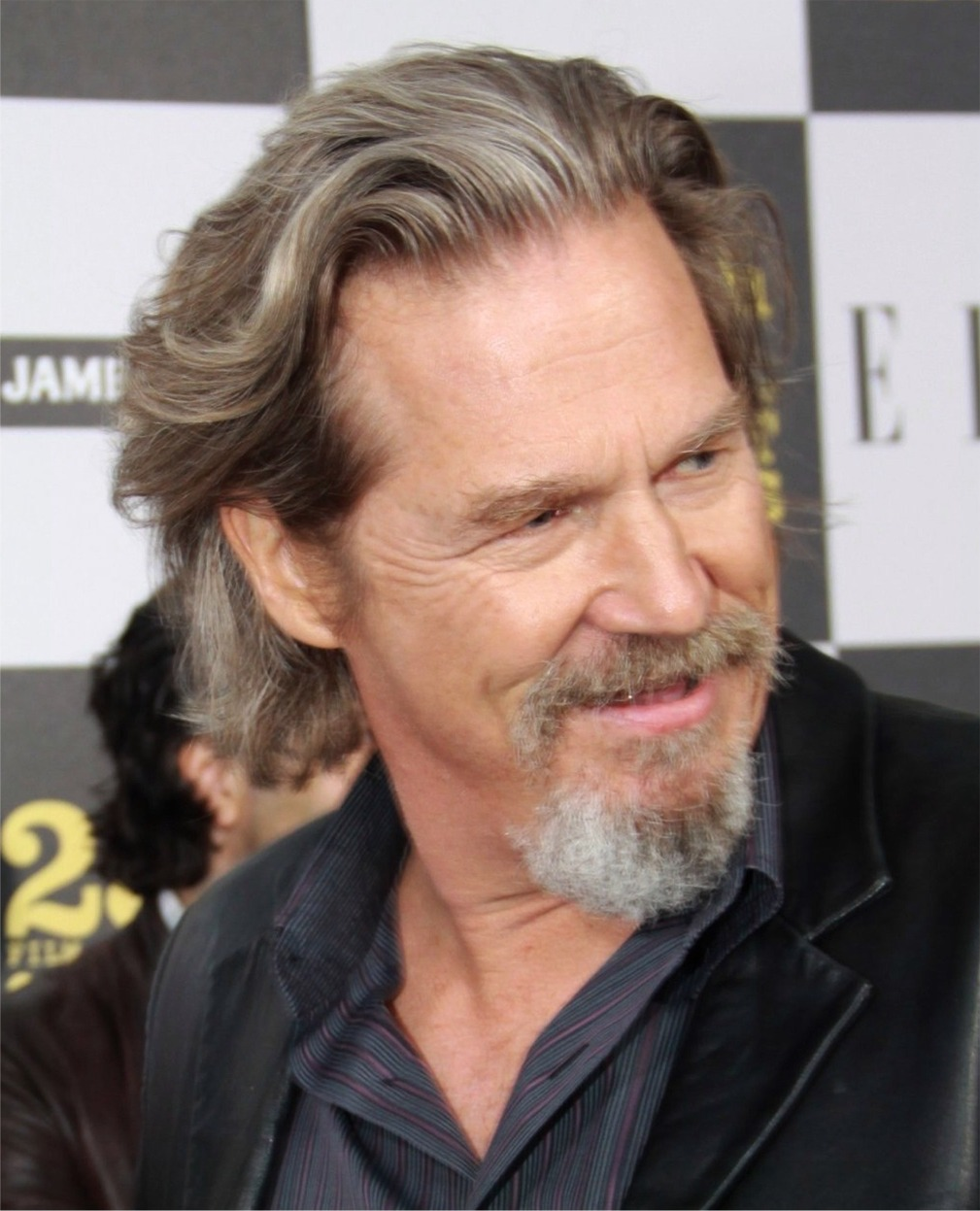
Jeff Bridges, quien interpreta a «The Dude».

- Jeff Bridges es Jeff «The Dude» Lebowski, un hippie, soltero, desempleado y vago que vive en Venice, California, que disfruta de la marihuana, la música de Creedence Clearwater Revival, beber rusos blancos y el bowling. Lleva una vida muy relajada y parece despreocupado por el dinero. Los hermanos Coen escribieron el personaje para ser interpretado por Jeff Bridges.[6] The Dude, conocido como El Nota o El Fino en algunos países de habla hispana, está en gran parte inspirado por Jeff Dowd, un exmiembro del grupo radical antibelicista Seattle Seven (incluso The Dude menciona que ha sido uno de los Seattle Seven); y un amigo de los hermanos Coen, Pete Exline, un veterano de la guerra de Vietnam, que de verdad encontró la tarea de un chico de doce años en su automóvil robado.[7]
- John Goodman es Walter Sobchak, un excombatiente de la guerra de Vietnam, y el mejor amigo y compañero de bowling de The Dude. Walter dirige su propia empresa de seguridad, Sobchak Security, y sigue estrictamente las reglas del bowling tanto como las del judaísmo, la religión que ha adoptado. Parece estar dominado por su exesposa, y suele hacer lo que sea que ella le pide. Es inestable, tiene un carácter violento y no duda en sacar su arma para resolver disputas. El personaje está basado en el guionista John Milius, amigo de los Coen, y Lew Abernathy, amigo de Peter Exline.
- Steve Buscemi es Theodore Donald «Donny» Kerabatsos, un miembro del equipo de bolos de Walter y The Dude. Encantadoramente ingenuo, Donny es un ávido jugador de bolos y frecuentemente interrumpe a Walter para preguntar cosas que se ha perdido o que no ha entendido, provocando una violenta respuesta frecuente: «¡Cierra la puta boca, Donny!» (Shut the fuck up, Donny!). Esta frase es una referencia a Fargo, la anterior película de los Coen, donde el personaje de Buscemi hablaba constantemente.[8]
- David Huddleston es Jeffrey Lebowski, el «gran» Lebowski al que se refiere el título de la película. Es un multimillonario paralítico casado con Bunny, y es el padre de Maude, a quien tuvo con su difunta esposa. Quedó inválido en la guerra de Corea y parece sentir desprecio por The Dude, a quien llama «vago».
- Julianne Moore es Maude Lebowski, la hija de «El gran Lebowski». Es feminista y artista avant-garde cuyo trabajo «ha sido elogiado por ser fuertemente vaginal». Buena amiga del videoartista Knox Harrington (David Thewlis), es posiblemente quien presentó a Bunny a Uli Kunkel (Peter Stormare), el nihilista, estrella porno, músico new wave y supuesto secuestrador.
- Tara Reid es Bunny Lebowski, la esposa joven y atractiva de El gran Lebowski. Escapó de la granja de su familia en Minnesota y pronto comenzó a hacer videos pornográficos (como Logjammin) bajo el seudónimo «Bunny LaJoya». Según Reid, Charlize Theron audicionó para el papel de Bunny.[9]
- Philip Seymour Hoffman es Brandt, un servicial y leal asistente del gran Lebowski, quien trata de conformar a todo el mundo. Hoffman audicionó para la película y tuvo que hacer la escena donde Brandt le muestra los alrededores de la oficina de Jeffrey Lebowski a The Dude.[10]
- Sam Elliott es The Stranger (El extraño), el narrador de la película, quien conoce la historia y la observa de manera imparcial. Su narración es marcada por un acento relajado y denso del oeste.
- Ben Gazzara es Jackie Treehorn, un adinerado productor de cine porno y prestamista que vive en Malibú. Él es quien contrata a los dos matones que atacan a The Dude en su casa al comienzo de la película.
- Peter Stormare, Torsten Voges y Flea interpretan a Los Nihilistas, compuestos por Uli Kunkel («Karl Hungus»), Franz y Dieter respectivamente. Son alemanes que dicen ser nihilistas. Junto a la exnovia de Kunkel (Aimee Mann) pretenden ser los secuestradores de Bunny. El personaje de Uli se originó durante la filmación de Fargo entre Ethan Coen y Stormare, quien a menudo hablaba con un fingido acento alemán.[11]
- John Turturro es Jesus Quintana, un oponente del equipo de The Dude de la semifinal de la liga de bolos. Este latino excéntrico e insultante habla con un fuerte acento cubanoestadounidense, y a menudo se refiere a él mismo en tercera persona, insistiendo con la pronunciación en inglés de su nombre (Hey, Zeus!). «The Jesus», como se llama a él mismo, es un pederasta y pervertido que pasó seis meses en prisión por «exponerse ante un niño de ocho años», según dice Walter. Originalmente, Turturro pensó que tendría un papel más grande, pero cuando leyó el guion, notó que este era mucho más pequeño. Sin embargo, los hermanos Coen le permitieron incorporar muchas de sus propias ideas para el personaje, como lustrar la bola de bolos y la escena donde baila hacia atrás, la cual él dice que fue inspirada por Muhammad Ali.[12]
- Jon Polito es Da Fino, un investigador privado contratado por los padres de Bunny Lebowski, los Knutsen, para devolver a su hija a la granja en Moorhead, Minnesota. Da Fino, quien conduce un Volkswagen Sedán azul (en referencia a la primera película de los Coen, Blood Simple), confunde a The Dude con otro detective privado, y ofende a The Dude refiriéndose a Maude como su «dama especial» y no con el término que él prefiere, «mi maldita amante».

### Otros personajes
- David Thewlis es Knox Harrington, el videoartista.
- Mark Pellegrino es el matón rubio de Jackie Treehorn.
- Jimmie Dale Gilmore es Smokey.
- Jack Kehler es Marty, el vecino.
- Leon Russom es Kohl, el jefe de policía de Malibú.
- Aimee Mann es la mujer nihilista, novia de Franz.
- Asia Carrera es Sherry, la actriz que actúa en «Logjammin» junto a Bunny.
- Harry Bugin es Arthur Digby Sellers.
- Warren Keith es Francis Donnelly, director de la funeraria.

## Producción

### Orígenes

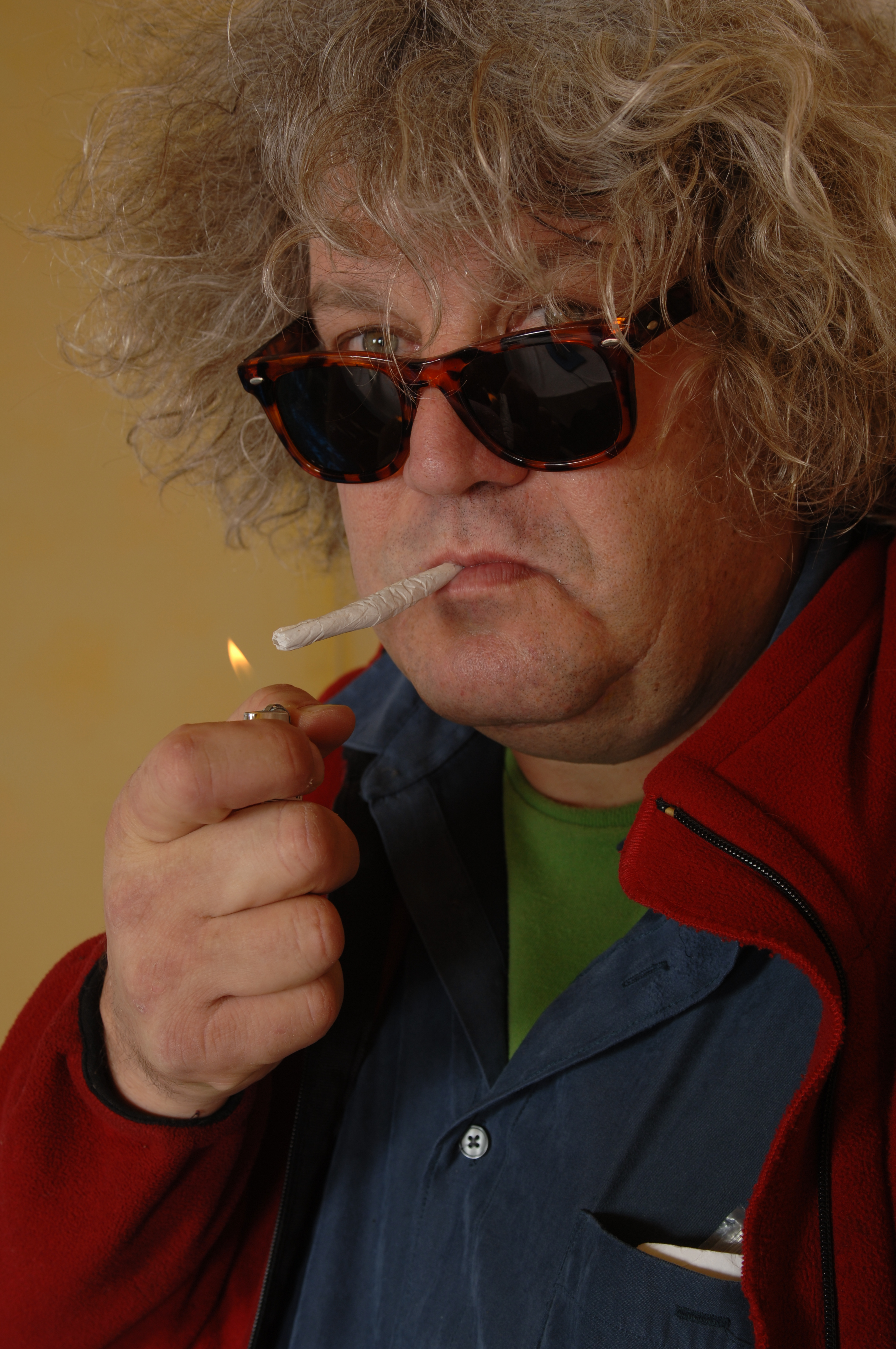
Jeff Dowd, en quien en parte se basa The Dude.

The Dude está en su mayoría inspirado por Jeff Dowd, un productor de cine y activista político que conocieron los hermanos Coen mientras trataban de encontrar una distribuidora para su primera película, Blood Simple. Dowd había sido miembro de los «Seattle Seven», le gustaba beber rusos blancos y fue conocido como «The Dude». The Dude también estuvo en parte basado en un amigo de los Coen, Pete Exline, un veterano de la Guerra de Vietnam que vivía en una pocilga y estaba orgulloso de una pequeña alfombra que «combinaba con la habitación». Exline conoció a Barry Sonnenfeld en la Universidad de Nueva York y Sonnenfeld fue quién se lo presentó a los hermanos Coen, quienes en ese momento intentaban conseguir dinero para Blood Simple. Exline se hizo amigo de los Coen y, en 1989, les contó toda clase de historias de su propia vida, incluyendo algunas de su amigo Lew Abernathy (uno de los modelos para Walter), un compañero excombatiente de Vietnam que luego se dedicó a ser investigador privado y que lo ayudó a ubicar y enfrentar a un chico de secundaria que le había robado su automóvil. Al igual que en la película, el coche de Exline fue incautado por el Departamento de policía de Los Ángeles y Abernathy encontró la tarea de un chico de octavo grado debajo del asiento del acompañante. Exline también integraba una liga de sóftbol pero los Coen lo cambiaron por la de bolos en la película porque «es un deporte muy social donde puedes sentarte, beber y fumar mientras participas de conversaciones estúpidas», dijo Ethan en una entrevista. Los Coen conocieron al cineasta John Milius cuando se encontraban en Los Ángeles haciendo Barton Fink e incorporaron el amor de este por las armas y el ejército dentro del personaje de Walter. John Milius le presentó a los hermanos Coen a uno de sus mejores amigos, Jim Ganzer, quien habría sido otra fuente de inferencias para crear el personaje de Jeff Bridges. También conocido como «The Dude», Ganzer y su pandilla, típicos surfistas de Malibú, también sirvieron de inspiración para la película de Milius, Big Wednesday.
Antes de que David Huddleston fuera elegido como «Big» Jeffrey Lebowski, los Coen tuvieron en cuenta a Robert Duvall (a quien no le gustó el guion), Anthony Hopkins (a quien no le interesaba interpretar a un estadounidense), Gene Hackman (que se estaba tomando un descanso de la actuación en ese momento), Norman Mailer, George C. Scott, Jerry Falwell, Gore Vidal, Andy Griffith, William F. Buckley, Jr. y Ernest Borgnine. La primera opción de los Coen fue Marlon Brando, pero no pudo participar de la película debido a problemas de salud. Charlize Theron fue considerada para el papel de Bunny Lebowski.
Según Julianne Moore, el personaje de Maude estaba basado en la artista Carolee Schneemann («quien trabajó desnuda desde un columpio») y Yōko Ono. El personaje de Jesus Quintana estuvo, en parte, inspirado por una actuación de John Turturro que los Coen vieron en 1988 en el Public Theater en una obra llamada La Puta Vida, en la cual Turturro interpretaba a un pederasta, «así que pensamos, hagamos de Turturro un pederasta. Será algo que realmente puede hacer muy bien», dijo Joel en una entrevista.
La estructura de la película en general fue influenciada por las historias de detectives de Raymond Chandler. Ethan dijo: «Queríamos algo que generara cierta sensación narrativa, como una historia moderna de Raymond Chandler, y por eso tenía que estar ambientada en Los Angeles (...) Queríamos tener una corriente narrativa, una historia que se desplazara como un libro de Chandler, a través de diferentes partes de la ciudad y diferentes clases sociales». La utilización de la voz en off de «El extraño» también viene de Chandler, como indica Joel: «Él es en parte un sustituto del espectador. En la adaptación al cine de Chandler es el personaje principal quien hace la voz en off, pero nosotros no queríamos reproducir eso, aunque obviamente tiene ecos. Es como si alguien estuviese comentando sobre la historia desde un punto de vista donde se ve todo, y al mismo tiempo redescubriendo la vieja textura de un Mark Twain».
El significado de la cultura de los bolos fue, según Joel, «importante para reflejar ese período a finales de los años 1960. Eso sirvió para el lado retro de la película, ligeramente anacrónico, el cual nos envió de vuelta a una era no tan lejana, pero que sin embargo fue buena».

### Guion
El gran Lebowski fue escrita casi en la misma época que Barton Fink. Cuando los hermanos Coen querían hacerla, John Goodman estaba grabando capítulos de la serie de TV Roseanne y Jeff Bridges estaba haciendo una película de Walter Hill, Wild Bill. Los Coen decidieron hacer Fargo mientras tanto. Según Ethan, «la película fue concebida principalmente sobre la relación entre The Dude y Walter», la cual surge de las escenas entre Barton Fink y Charlie Meadows en Barton Fink. Tuvieron la idea de ambientar la película en el contemporáneo Los Ángeles porque las personas que habían inspirado la historia vivían en esa zona. Cuando Pete Exline les contó sobre el incidente de la tarea dentro de una bolsita de plástico, a los Coen les pareció muy «Raymond Chandleresco» y decidieron integrar elementos de las historias del autor al guion. Joel Coen cita a la visión contemporánea de Robert Altman sobre Chandler en The Long Goodbye como una principal influencia para la película en el sentido que El gran Lebowski «está como influenciada por Chandler en algunos parámetros delineantes». Cuando comenzaron a escribir el guion, los Coen escribieron solo cuarenta páginas y lo dejaron guardado por un tiempo antes de terminarlo. Este es un proceso normal de escritura para ellos, porque a menudo «encontramos un problema en determinado nivel, y pasamos a otro proyecto, luego volvemos al proyecto anterior. De esta forma ya hemos acumulado material para varias películas futuras». Más tarde en el guion, para animar una escena que pensaron que era un planteamiento demasiado pesado, agregaron un «parásito decadente del mundo del arte», refiriéndose al personaje del artista Knox Harrington. En el guion original, el automóvil de The Dude era el mismo que tenía Dowd, un Chrysler LeBaron, pero no era lo suficiente grande como para que entrara John Goodman, así que lo cambiaron por un Ford Torino.

### Preproducción
Polygram y Working Title Films, las productoras que anteriormente habían financiado Fargo, financiaron El gran Lebowski con quince millones de dólares. Acerca del casting para la película, Joel comentó: «solemos escribir papeles para gente que conocemos y con las que hemos trabajado, y algunos papeles sin saber quien los interpretará. En El gran Lebowski escribimos papeles para John [Goodman] y Steve [Buscemi], pero no sabíamos quien iba a quedarse con el papel que luego sería de Jeff Bridges». En un principio Mel Gibson fue tenido en cuenta para el papel de The Dude, pero no se tomó la idea demasiado en serio. Para prepararse para su papel, Bridges conoció a Dowd, pero en realidad «utilicé mucho de mí mismo en los 1960 y 70. Vivía en un pequeño lugar como ese y me drogaba, aunque creo que yo era un poco más creativo que The Dude». El actor investigó en su propio armario junto al vestuarista de la película y eligieron ropa que The Dude podría utilizar. La mayoría de la ropa que usó su personaje era suya. El actor adoptó la misma postura física que Dowd, incluyendo el encorvamiento y su barriga. Originalmente, Goodman quería una barba distinta para Walter pero los hermanos Coen insistieron con la barba de «gladiador» o «el barbijo», como la llamaron ellos, y él pensó que quedaría bien con su corte de pelo militar.
Para el aspecto visual de la película, los Coen querían evitar los típicos clichés de los años 1960 como lámparas de lava, colores fluorescentes y música de Grateful Dead, para que «concordara con la temática de los bolos, queríamos mantener la película muy brillante», dijo Joel en una entrevista. Por ejemplo, la estrella que aparece durante la película fue una idea del diseñador de producción Richard Heinrichs para el centro de boliche. Según Joel, él «tuvo la idea de simplemente colocar estrellas de neón en la parte superior y hacer algo similar en el interior». Esto continuó en las secuencias de sueño. «Ambas secuencias de sueño incluyen patrones de estrellas y son como líneas irradiando hacia un punto. En el primer sueño, The Dude es noqueado, pierde el conocimiento y ve estrellas, todas ellas fusionadas en el elevado paisaje nocturno de Los Ángeles. El segundo sueño es un medio ambiente astral con un telón de fondo estrellado», recordó Heinrichs. Para la escena en la casa de la playa de Jackie Treehorn, Heinrichs estuvo influenciado por el amueblado de los departamentos de solteros de finales de la década de 1950 y principios de los '60. Los hermanos Coen le dijeron a Heinrichs que querían que la fiesta de la playa de Treehorn fuese estilo inca con una «estética de fiesta muy Hollywood en las que hombres jóvenes aceitados y agresivos rondan con aperitivos y bebidas. Hay un atributo de sacrificio en ella».
El cinematógrafo Roger Deakins habló con los Coen de la estética de la película durante la preproducción. Le dijeron que querían que algunas partes de la película tuviesen una impresión real y contemporánea mientras que otras partes, como las secuencias de sueño, tuviesen un aspecto muy estilizado. Bill y Jacqui Landrum hicieron toda la coreografía. Para su secuencia de baile, Jack Kehler pasó por tres ensayos de tres horas de duración. Los hermanos Coen le ofrecieron tres de cuatro opciones de música clásica para elegir, eligió Cuadros de una exposición de Modest Músorgski. En cada ensayo, experimentó con cada fase de la pieza.

### Rodaje
La filmación se llevó a cabo en un período de once semanas y tuvo lugar en Los Ángeles y sus alrededores; todas las escenas de bolos fueron rodadas en el Hollywood Star Lanes (durante tres semanas) y los sueños al estilo Busby Berkeley de The Dude en un hangar de aviones. Según Joel, la única vez que dirigieron a Bridges «fue cuando se acercaba al comienzo de cada escena y preguntaba: "¿Crees que The Dude se ha fumado uno en el camino?", normalmente yo le decía que sí, entonces Jeff se apartaba en un rincón y comenzaba a refregarse los ojos para enrojecerlos». Julianne Moore recibió el guion mientras trabajaba en El mundo perdido: Parque Jurásico II. Trabajó solo dos semanas en la película, al principio y al final de la producción, que comenzó en enero y finalizó en abril de 1997. Sam Elliott por su parte, estuvo en el set dos días e hizo muchas tomas de su monólogo final. Las escenas de la casa de Jackie Treehorn se rodaron en la residencia Sheats-Goldstein, diseñada por John Lautner y construida en 1963 en Hollywood Hills.
Deakins trazó el aspecto de las escenas fantasiosas como muy nítidas, monocromáticas y altamente iluminadas para proporcionar más profundidad al enfoque. Sin embargo, acerca del departamento de The Dude, Deakins dijo: «es como sórdido y la luz es muy sucia» con un aspecto más arenoso. El puente visual entre estos dos estilos diferentes fue la fotografía de las escenas nocturnas. En lugar de adoptar el habitual azul luna o azul de foco callejero, utilizó un efecto luz de sodio muy anaranjado. Los hermanos Coen filmaron gran parte de la película con lentes gran angular porque, según Joel, era más fácil mantener el foco para una mayor profundidad y hacía los movimientos de cámara más dinámicos.
Para conseguir el punto de vista de una bola de boliche en movimiento los hermanos Coen colocaron una cámara «en algo parecido a una parrilla de barbacoa casera», según Ethan, y luego la colocaron como plataforma a lo largo del camino. Para ellos el desafío fue darse cuenta de las velocidades relativas del movimiento hacia adelante y del movimiento giratorio. Usaron CGI para crear la posición ventajosa del hoyo donde se coloca el dedo en la bola de boliche.

## Música
La banda sonora original fue compuesta por Carter Burwell, frecuente colaborador en las películas de los hermanos Coen. Mientras los Coen se encontraban escribiendo el guion tenían en mente canciones como «Just Dropped In (to See What Condition My Condition Was in)» de Kenny Rogers, la versión «Hotel California» de los Gipsy Kings y varias canciones de Creedence Clearwater Revival. Le pidieron a T-Bone Burnett que eligiera canciones para la película. Sabían que querían diferentes géneros musicales de diferentes épocas pero, como recordó Joel, «T-Bone apareció con algunas excentricidades de Henry Mancini y Yma Sumac». Burnett pudo conseguir los derechos de las canciones de Kenny Rogers y los Gipsy Kings, y también agregó canciones de Captain Beefheart, Moondog y los derechos de una canción relativamente oscura de Bob Dylan llamada «The Man in Me». Sin embargo, tuvo dificultades para conseguir los derechos de la versión de los Rolling Stones, «Dead Flowers», interpretado por Townes Van Zandt, la cual se puede escuchar durante los créditos finales. El exmánager de los Rolling Stones, Allen Klein, tenía los derechos de la canción y quería 150 000 dólares por ella. Burnett convenció a Klein para que viera una versión temprana de la película y recordó: «Llegó a la parte en donde The Dude dice: "¡Odio a los malditos Eagles, hombre!", Klein se levantó y dijo: "¡Eso es todo, puedes utilizar la canción!" Fue hermoso». Burnett iba a aparecer en los créditos como «supervisor musical» pero pidió aparecer como «archivista musical» porque «odiaba la idea de ser un supervisor; no me gustaría que nadie crea que soy alguien de altos cargos».
Para Joel, «la música original, como otros elementos de la película, tenía que reflejar los sonidos retro de los años 1960 y principios de los '70». La música define cada personaje. Por ejemplo, al momento en que los Coen escribían el guion, «Tumbling Tumbleweeds» de Bob Nolan fue elegida para el personaje de «The Stranger», como también «Lujon» de Henri Mancini, que fue elegida para Jackie Treehorn. «Los alemanes nihilistas son acompañados por techno-pop y Jeff Bridges por Creedence. Hay una melodía para cada uno de ellos», comentó Ethan. El personaje Uli Kunkel (Peter Stormare) de la banda alemana de electrónica Autobahn, es un homenaje a la banda Kraftwerk. La portada del álbum Nagelbett (bed of nails) es una parodia de la portada de Die Mensch-Maschine de Kraftwerk y el nombre de la banda, Autobahn, es igual al de la canción y álbum de Kraftwerk. En la letra de la canción, se repite la frase: «We believe in nothing»; a esto se hace referencia en la película con el nihilismo de Autobahn.
Listado de canciones de la banda sonora
1. «The Man in Me» – escrita e interpretada por Bob Dylan
2. «Her Eyes Are A Blue Million Miles» – escrita e interpretada por Captain Beefheart
3. «My Mood Swings» – escrita por Elvis Costello y Cait O'Riordan; interpretada por Costello
4. «Ataypura» – escrita por Moises Vivanco; interpretada por Yma Sumac
5. «Traffic Boom» – escrita e interpretada por Piero Piccioni
6. «I Got It Bad & That Ain't Good» – escrita por Duke Ellington y Paul Francis Webster; interpretada por Nina Simone
7. «Stamping Ground» – escrita por Louis T. Hardin; interpretada por Moondog
8. «Just Dropped In (To See What Condition My Condition Was In)» – escrita por Mickey Newbury; interpretada por Kenny Rogers y The First Edition
9. «Walking Song» – escrita e interpretada por Meredith Monk
10. «Glück das mir verblieb» de Die tote Stadt – escrita y conducida por Erich Wolfgang Korngold; interpretada por Ilona Steingruber, Anton Dermota y la Austrian State Radio Orchestra
11. «Lujon» – escrita e interpretada por Henry Mancini
12. «Hotel California» – escrita por Don Henley, Glenn Frey y Don Felder; interpretada por los Gipsy Kings
13. «Technopop (Wie Glauben)» – escrita e interpretada por Carter Burwell. El personaje Uli Kunkel estuvo en la banda electrónica alemana Autobahn, es un homenaje a la banda setentera Kraftwerk. La carátula del álbum Nagelbett (nail bed) es una parodia del álbum The Man-Machine de Kraftwerk, y el nombre del grupo, Autobahn, es también el nombre de una canción y un disco de Kraftwerk.[53]
14. «Dead Flowers» – escrita por Mick Jagger y Keith Richards; interpretada por Townes Van Zandt

Otra música de la película
- «Tumbling Tumbleweeds» – escrita por Bob Nolan; interpretada por Sons of the Pioneers
- «Requiem in D Minor: Introitus and Lacrimosa» – escrita por Wolfgang Amadeus Mozart; interpretada por la Orquesta Filarmónica Eslovaca y Choir
- «Run Through the Jungle» – escrita por John Fogerty; interpretada por Creedence Clearwater Revival
- «Lookin' Out My Back Door» – escrita por John Fogerty; interpretada por Creedence Clearwater Revival
- «Behave Yourself» – escrita por Booker T. Jones, Steve Cropper, Al Jackson, Jr. y Lewie Steinberg; interpretada por Booker T. & the MG's
- «I Hate You» – escrita por Gary Burger, David Havlicek, Roger Johnston, Thomas E. Shaw y Larry Spangler; interpretada por The Monks
- «Gnomus» – compuesta por Modest Músorgski; de Cuadros de una exposición. Orquestada por Maurice Ravel.
- «Mucha muchacha» – escrita e interpretada por Juan García Esquivel
- «Piacere Sequence» – escrita e interpretada por Teo Usuelli
- «Standing on the Corner» – escrita por Frank Loesser; interpretada por Dean Martin
- «Tammy» – escrita por Jay Livingston y Ray Evans; interpretada por Debbie Reynolds
- «Sounds of the Whale»
- «Oye como va» – escrita por Tito Puente; interpretada por Santana
- «Peaceful Easy Feeling» – escrita por Jack Tempchin; interpretada por Eagles
- «Branded Theme Song» – escrita por Alan Alch y Dominic Frontiere
- «Viva Las Vegas» – escrita por Doc Pomus y Mort Shuman; interpretada por Big Johnson (con Bunny Lebowski) y por Shawn Colvin (créditos finales).
- «Dick on a Case» – escrita e interpretada por Carter Burwell

## Recepción

### Taquilla
El gran Lebowski fue estrenada en el Festival de Cine de Sundance el 18 de enero de 1998, en el Eccles Theater de una capacidad de 1300 personas. Fue proyectada en el Festival Internacional de Cine de Berlín, antes de llegar a las salas norteamericanas el 6 de marzo de 1998, alcanzando 1207 cines. Recaudó 5,5 millones de dólares en su fin de semana de estreno y alcanzó a recaudar 18 millones en Estados Unidos, superando los 15 millones de presupuesto empleados para su realización. La recaudación en el resto del mundo fue de más de 28 millones de dólares, llegando a una recaudación total de 46 142 637 dólares.

### Crítica
El gran Lebowski tiene una valoración de 78 % de críticas favorables en el sitio agregador de reseñas Rotten Tomatoes, basándose en 144 reseñas con una puntuación media de 7,4 sobre 10. El consenso de los críticos del sitio web dice: «Imágenes típicamente impresionantes y diálogos nítidos de los hermanos Coen, que cobran vida con actuaciones sólidas de Goodman y Bridges». Metacritic, que utiliza un promedio ponderado, ha asignado a la película una puntuación de 71 sobre de 100 basado en reseñas de 46 críticos, lo que indica «críticas generalmente favorables». El público encuestado por CinemaScore le dio a la película una calificación promedio de «B» en una escala de A+ a F.
Muchos críticos han relacionado la película con el género de wéstern moderno, mientras que otros lo discuten, equiparándola con una novela policíaca que se desarrolla alrededor del recurso argumental de la identidad equivocada. En el momento de su estreno, Peter Howell para el periódico Toronto Star escribió: «Es difícil creer que este es el mismo equipo de trabajo que el año pasado ganó un Oscar al mejor guion original por Fargo. Hay una gran cantidad de blasfemias en la película, lo que parece un débil intento de ocultar vacíos en los diálogos». Años más tarde, en 2011, Howell cambió su opinión en otra reseña y afirmó: «podría ser mi película favorita de los hermanos Coen».
Todd McCarthy, de la revista Variety, escribió: «Uno de los indiscutibles triunfos de la cinta es su banda sonora, que mezcla la música original de Carter Burwell con tonadas pop clásicas y algunos fabulosos covers». USA Today le dio a la película tres de cuatro estrellas afirmando que The Dude era «un héroe demasiado pasivo para mantener el interés», pero que había «suficiente brillantez aquí para sugerir que, al igual que The Dude, esos sabelotodo Coen permanecerán» (haciendo referencia a la frase del personaje «will abide»). En su reseña para The Washington Post, Desson Howe elogió a los Coen: «...con su inspirado y absurdo gusto por la rara y peculiar cultura americana (pero una especie de cultura neo-estadounidense que es inventada en su totalidad), los Coen han definido y perfeccionado su propio extraño subgénero. Nadie lo hace como ellos y, aunque casi no se necesita decirlo, nadie lo hace mejor que ellos».
Janet Maslin elogió la actuación de Bridges en su crítica para The New York Times: «El señor Bridges encuentra un papel tan ideal para él que parece que nunca ha estado en otro sitio. Observa su actuación para ver un personaje que camina arrastrando los pies con indiferente gracia y una aparente desconexión con la realidad, interpretado con magnífica y cómica facilidad». Andrew Sarris, para The New York Observer, escribió: «El resultado son muchas risas y una sensación de admiración hacia la realización técnica involucrada. Dudo que vaya a haber algo como eso en lo que queda de este año». En una reseña de cinco estrellas para la revista Empire, Ian Nathan escribió: «Para esos que disfrutan de la visión divinamente abstracta de la realidad de los Coen, esto es nirvana pura» y «En un mundo perfecto todas las películas serían hechas por los hermanos Coen». Roger Ebert del Chicago Sun-Times le dio un puntaje de tres sobre cuatro, describiéndola como «extrañamente cautivadora». En una reseña de 2010, el mismo crítico le dio un puntaje de cuatro sobre cuatro y la agregó a su lista de «Grandes películas».
Sin embargo, Jonathan Rosenbaum escribió en el Chicago Reader: «Sin duda, El gran Lebowski está empacado con una realización fanfarrona y como resultado es muy entretenida. Pero en lo que respecta a una posición moral (y el relativo trato de sus figuras) es elitista, elevando los estilos sin pretensión de Bridges y Goodman [...] por sobre cualquier otro en la película». Dave Kehr en su reseña para Daily News, criticó la premisa de la película por ser una «idea gastada» que «produce un filme episódico y débil». The Guardian describió la película como «un montón de ideas dentro de una bolsa y prontas para desparramarse de manera aleatoria. La película es exasperarte, y no ganará ningún premio. Pero sí tiene algunos chistes estupendos».

## Legado
Con el paso de los años El gran Lebowski se ha transformado en una película de culto y ha sido nombrada «la primera película de culto de la era de Internet». Los fanáticos ardientes de la película se llaman a sí mismos «achievers» (triunfadores). Steve Palopoli escribió acerca del emergente estatus de culto de la película en julio de 2002. Lo notó por primera vez cuando asistió a una proyección de media noche en el New Beverly Cinema de Los Ángeles en el año 2000. Esa noche que Palopoli presenció, el público citaba diálogos de la película entre sí. Poco después, un organizador de proyección de películas a media noche de Santa Cruz, California, decidió proyectar El gran Lebowski y en el primer fin de semana debieron dejar afuera varios cientos de personas. El cine proyectó la película durante seis semanas, lo que nunca antes había sucedido.
Una fiesta anual, la Lebowski Fest, comenzó en Louisville, Kentucky, en 2002 con la presencia de 150 fanáticos, y desde entonces se ha extendido hacia varias ciudades más. El evento principal de cada año es una noche ilimitada de bolos con varios concursos, incluyendo disfraces, trivia y diferentes actividades. Celebrada durante un fin de semana, el evento incluye una fiesta pre-fest con bandas, la noche anterior a las actividades de bolos, como también una fiesta de un día entero al aire libre con música, venta de objetos coleccionables y juegos. Varias celebridades de la película han asistido a algunos de los eventos, incluyendo a Jeff Bridges, quien asistió al evento de Los Ángeles. La fiesta equivalente inglesa, inspirada por la Lebowski Fest, es conocida como The Dude Abides y se lleva a cabo en Londres.
El dudeismo (dudeism), fundado en 2005, es una religión en línea dedicada a extender la filosofía y el estilo de vida del personaje principal de la película. También conocida como «La iglesia del Dude de los Últimos Días» (The Church of the Latter-Day Dude), la organización ha ordenado más de 50 000 «sacerdotes dudeistas» (Dudeist Priests) en todo el mundo mediante su sitio web.
Dos especies de araña fueron nombradas en honor a El gran Lebowski y al personaje de The Dude: Anelosimus biglebowski y Anelosimus dude, ambas descritas en 2006. Además, se nombró un género de conífero Pérmico extinto en honor al filme. La primera especie catalogada dentro de este género en 2007 se basó en fósiles vegetales de 270 millones de años de antigüedad de Texas, y se llamó Lebowskia grandifolia.
Entertainment Weekly la ubicó en el octavo puesto en su lista de las «Películas más graciosas de los últimos 25 años». La película también figuró en el número 34 de «Las 50 películas de culto» y en el número 15 de «Las 25 de culto: los éxitos esenciales desde el '83», de la misma revista. El gran Lebowski fue votada como la décima mejor película ambientada en Los Ángeles de los últimos veinticinco años por el grupo de escritores y editores de The Los Angeles Times, basándose en dos criterios: «La película debe comunicar alguna verdad inherente acerca de la vida en Los Ángeles y solo una película por director está permitida en la lista». La revista Empire colocó a Walter Sobchak en el número 49 y a The Dude en el número siete en la lista de «Los 100 mejores personajes del cine». En marzo de 2010, Roger Ebert agregó a El gran Lebowski a su lista de «Grandes películas».

### Producciones relacionadas
Los hermanos Coen declararon que nunca iban a hacer una secuela de la película. Sin embargo, John Turturro sugirió en numerosas ocasiones que estaba interesado en hacer una película spin-off utilizando su personaje, Jesus Quintana, y en 2014 anunció que había pedido los derechos para usar el personaje. En 2016, Turturro comentó que el proyecto no estaba descartado pero que se encontraba en una «situación legal muy complicada» refiriéndose al hecho de que la productora de El gran Lebowski, PolyGram Filmed Entertainment, ya no existía. Pese a no dar mayores detalles, declaró haber estado practicado bowling. En agosto del mismo año se confirmó que Turturro se encontraba filmando The Jesus Rolls, un spin-off de Jesus Quintana basado en la película cómica francesa Les valseuses (1974); el filme tiene a Turturro como guionista, director y protagonista. Los hermanos Coen, pese a haberle dado permiso a Turturro de usar el personaje, no estuvieron involucrados en la producción de la película y no se incluyó ningún personaje adicional de El gran Lebowski.
En 2015, el festival Just for Laughs organizó una lectura en vivo del guion de El gran Lebowski en Montreal. Ante unas 1300 personas, las actuaciones estuvieron a cargo de Michael Fassbender (The Dude), Patton Oswalt (Walter), Jennifer Lawrence (Maude), Olivia Munn (Bunny), T.J. Miller (Brandt), Martin Starr (Jesus), Mike Judge (The Stranger) y Mae Whitman (Donny).
El 24 de enero de 2019, Jeff Bridges publicó en Twitter: «No puedes vivir en el pasado, hombre. Manténganse al tanto» y un video de quince segundos que mostraba a Bridges como The Dude. El videoclip era una campaña de intriga para un comercial transmitido durante el Super Bowl LIII donde Bridges volvió a interpretar a The Dude en una publicidad de Stella Artois.

### Uso para análisis social y político
La película ha sido utilizada como herramienta de análisis en variadas temáticas. En septiembre de 2008, la revista Slate publicó un artículo que interpretaba El gran Lebowski como un análisis político. El principal argumento de ese punto de vista era que Walter Sobchak era «un neoconservador», citando las referencias que hace la película al entonces presidente George H. W. Bush y a la Guerra del Golfo.
Un artículo escrito por Brian Wall, publicado en el periódico feminista Camera Obscura, usa la película para explicar el fetichismo de la mercancía de Karl Marx y las consecuencias feministas del fetichismo sexual.
En That Rug Really Tied the Room Together, publicado por primera vez en 2001, Joseph Natoli argumenta que The Dude representa una narrativa contraria a la fiebre empresarial posterior a Reagan por el «retorno de la inversión» que se muestra en películas como Jerry Maguire y Forrest Gump.
Ha sido usada como una crítica carnavalesca a la sociedad, como un análisis sobre la guerra y la ética, como una narrativa sobre comunicación en masa y militarismo estadounidense, y otros asuntos.
El gran Lebowski es una película con elementos anacrónicos. Según Díaz Santana, la acción transcurre en los años 1990, por parte de personajes anclados en la década de 1960 y con una trama detectivesca propia de los años 1940. La mezcla de elementos de épocas diversas hacen del film algo «indefinido e indefinible».

## Formato casero
Universal Studios lanzó una edición de colección («Collector's Edition») en DVD el 18 de octubre de 2005 con material extra que incluye una «Introducción por Mortimer Young», «La fotografía de Jeff Bridges», «Como se hizo El gran Lebowski» y «Notas de producción». Además, una edición limitada («Achiever's Edition Gift Set») incluía la «Bowling Shammy Towel», cuatro posavasos coleccionables con fotografías y frases de los personajes, y ocho fotos exclusivas de la colección personal de Jeff Bridges.
El 9 de septiembre de 2008 fue lanzado «10th Anniversary Edition», una edición conmemorando el décimo aniversario de la película, que incluye todos los extras de la edición anterior y «The Dude's Life: Strikes and Gutters ... Ups and Downs ... The Dude Abides», el tráiler (de la primera edición en DVD), «The Lebowski Fest: An Achiever's Story», «Flying Carpets and Bowling Pin Dreams: The Dream Sequences of the Dude», «Interactive Map», «Jeff Bridges Photo Book», y una galería de fotos. Adicionalmente, contiene una entrevista exclusiva con Ethan Coen acerca de uno de los elementos más controversiales de la película: ¿a quien le está hablando Walter cuando dice «La vida no se detiene y comienza según tu conveniencia, miserable pedazo de mierda»? Supuestamente, John Goodman dijo esta línea a Joel Coen cuando creyó haber oído a Joel gritar «corten». Hay una edición estándar y una edición limitada, la cual tiene un envoltorio en forma de bola de boliche y cada ejemplar está individualmente numerado.
Una versión en alta definición fue lanzada en formato HD DVD por Universal el 26 de junio de 2007. El 16 de agosto de 2011, Universal Pictures lanzó la película en Blu-ray; una edición limitada incluyó una colección de fotos de Jeff Bridges, una retrospectiva desde diez años atrás y una mirada a la celebración anual Lebowski Fest. En ocasión del vigésimo aniversario del estreno del filme, Universal Pictures lanzó una versión 4K Ultra HD Blu-ray el 16 de octubre de 2018.